# An Hymn In Honour Of Beauty (Spenser)
An Hymn In Honour Of Beauty – poemat renesansowego angielskiego poety Edmunda Spensera, opublikowany w 1596. Utwór został napisany przy użyciu strofy królewskiej (rhyme royal), czyli zwrotki siedmiowersowej, złożonej z wersów jambicznych pięciostopowych, rymowanej ababbcc.

Ah whither, Love, wilt thou now carry me?
What wontless fury dost thou now inspire
Into my feeble breast, too full of thee?
Whilst seeking to aslake thy raging fire,
Thou in me kindlest much more great desire,
And up aloft above my strength dost raise
The wondrous matter of my fire to praise.

Utwór Spensera jest wymieniany wśród dzieł, które mogły wpłynąć na romantyka Johna Keatsa.